# Sabadila lékařská
Sabadila lékařská (Schoenocaulon officinale) je vytrvalá cibulovitá bylina z čeledi kýchavicovitých.

## Popis
Z cibule vyrůstají až metrové úzké listy. Hroznovité květenství drobných kvítků vyrůstá na vrcholu až dvoumetrového stvolu. Květy jsou oboupohlavné, dvakrát trojčetné, bíle zbarvené. Plody obsahují větší počet černohnědých, podlouhlých, 5-8 mm dlouhých semen palčivě hořké chuti.

## Využití
Alkaloidy v semenech mají insekticidní účinky. Používají se ve formě masti nebo prášku proti zevním parazitům.